# Sporisorium holwayi
Sporisorium holwayi är en svampart som först beskrevs av G.P. Clinton & Zundel, och fick sitt nu gällande namn av Vánky 1993. Sporisorium holwayi ingår i släktet Sporisorium och familjen Ustilaginaceae.   Inga underarter finns listade i Catalogue of Life.